# Zgodovinski arhiv Ljubljana
Zgodovinski arhiv Ljubljana je javni zavod s področja kulture, ki ga je ustanovila država. 
Začetki Zgodovinskega arhiva Ljubljana segajo v leto 1898, ko je pesnik in teolog Anton Aškerc na ljubljanskem magistratu nastopil službo mestnega arhivarja.
Osnovno poslanstvo Zgodovinskega arhiva Ljubljana je skrb za arhivsko gradivo na območju današnje osrednje Slovenije.
Zgodovinski arhiv Ljubljana kot največji regionalni arhiv v Republiki Sloveniji deluje na območju dvajsetih upravnih enot. 
Sedež arhiva z vodstvom in splošno službo je v Ljubljani (Mestni trg 27). Arhiv sestavlja pet organizacijskih enot:
1. Enota v Ljubljani (Mestni trg 27, Ljubljana),
2. Enota za Gorenjsko Kranj (Savska cesta 8, Kranj),
3. Enota za Dolenjsko in Belo krajino Novo mesto (Skalickega 1, Novo mesto),
4. Enota v Škofji Loki (Partizanska cesta 1c, Škofja Loka),
5. Enota v Idriji (Prelovčeva ulica 2, Idrija).[1]

## Odlikovanja in nagrade
Leta 1998 je Zgodovinski arhiv Ljubljana prejel Častni znak svobode Republike Slovenije z naslednjo utemeljitvijo: »Ob stoletnici zaslužnega delovanja v arhivistični stroki, še posebej pa za prispevek pri ohranjanju kulturne dediščine«.